# Mikho Mossoulichvili
Œuvres principales
- Le Vol sans un fût (2001)
- Vaja-Pchavela (2011)

Mikho Mossoulichvili (en géorgien : მიხო მოსულიშვილი), né le 10 décembre 1962, est un écrivain, dramaturge et scénariste géorgien.

## Biographie
Mikho Mossoulichvili naît à Arachenda, village de la municipalité de Gourdjaani ( Kakhétie, Géorgie). Il étudie à l'université d'État de Tbilissi, à la faculté de géologie principalement, et étudie la dramaturgie de cinéma comme matière secondaire. À la fin de ses études, il travaille comme géologue et comme journaliste. Mikho publie plusieurs histoires, romans et pièces de théâtre en langue géorgienne et traduit romans de Boris Akounine et Viktor Pelevine. Ses pièces de théâtre sont présentées en Géorgie dans des théâtres et à la télévision. Certains de ses ouvrages sont traduits en letton, anglais, allemand, arménien et russe. Son ouvrage le plus connu est le roman picaresque Le Vol sans un fût.
Mikho Mossoulichvili est marié et a une fille.

## Œuvres

### Romans
- 1999 : Le chevalier à n'importe quel temps, Best-seller (roman de la vie de deux siècles de sept générations d'une famille d'Andronikachvili).
- 2001 : Le Vol sans un fût, Bakour Soulakaouri (ISBN 99928-914-2-4) et Goumbati, 2007 (ISBN 978-9941-0-3160-1) (roman picaresque frauduleux des émigrants géorgiens et nigérians en Allemagne).
- 2003 : Bendela, Saari (non-fiction, consacré au héros la guerre d'Abkhazie et à un grand Footballeur, Zaza Bendeliani) (ISBN 99928-39-69-4).
- 2011 : Vaja-Pchavela, Pegasi (biographie) (ISBN 978-9941-9179-6-7).
- 2012 : Helessa[7], Ustari (cinéma-roman) (ISBN 978-9941-9261-1-2); Résumé pour Helessa  (ISBN 978-9941-9261-2-9).
- 2013 : Le grand elle-ours, Saunje (histoire des montagnes avec prologue et épilogue) (ISBN 978-9941-451-14-0).

### Nouvelles
- 1990 : Les icônes de jour de lune, Merani (nouvelles et miniatures).
- 1997 : L'espace dans le vertical, Merani (nouvelles et miniatures).
- 2004 : Les cygnes Sous la Neige, Saari (miniatures et essais).
- 2011 : La pierre de la miséricorde[8], Siesta (collection de neuf nouvelles) (ISBN 978-9941-414-79-4).
- 2012 : De nulle part à nulle part, Éditions Saunje, (nouvelles et miniatures) (ISBN 978-9941-9273-3-1).
- 2012 : La rivière de l'âme, Éditions Intelekti, (nouvelles et miniatures) (ISBN 978-9941-440-90-8).
- 2023 : Je vais vous parler de la tristesse, Éditions Bakmi, (nouvelles et miniatures) (ISBN 978-9941-483-57-8).

### Pièce de théâtre
- 2010 : Au sujet de Picasso et sur quelques Bosch, sur le côté droit (sept pièces de théâtre comiques, caricature de « Mikho Mossoulichvili avec un tube » avec une couverture de Zaal Soulakaouri[9]), Saari (ISBN 978-99940-60-87-0).
- 2012 : Mon Rouge-gorge (La comedi plus triste que triste), livre de collection de pièce de théâtre : 9 pièces de théâtre contre la violence) (ISBN 978-9941-0-5074-9).
- 2012 : Vaja-Pchavela ou vue inconnu (pièce de théâtre rituelle mythique en un acte, pour le théâtre de la cruauté, d'après Antonin Artaud).
- 2013 : Laudakia Caucasia ; Ou Un Portrait Psychanalytique Joyeux d'un Siècle Furieux, Utilisation Créée des Meubles Par Michael Thonet Et de Nos Déchirures (farce tragique dans deux actes, avec une nouvelle règle d'échecs de l'esquisse Le Joueur d'échecs par Friedrich Dürrenmatt) (ISBN 978-9941-9395-2-5).
- 2015 : Pore Mosulishvili[10] (pièce de théâtre dans deux actes).
- 2024 : Des côtés de l'autre et ordinaire de la réalité (Sept pour adultes et trois pièces pour enfants), édition de Saari  (ISBN 978-9941-509-46-9).
- 2024 : Mon Rouge-gorge: La comédie plus triste que triste[11] (French Edition), Édition de Kindle, Traduire de Géorgien en français par Omar Tourmanaouli, pages totales: 92

### Poèmes
- 2023 : Je vois le silence... (Le livre de poèmes, écrits rarement du temps d'un étudiant à une vieillesse), édition de Kalmosani  (ISBN 978-9941-506-35-2)

### Livres traduits
- 2006  : Boris Akounine Léviathan (russe : «Левиафан», dont l'action se déroule en 1878), édition de Palitra L
- 2011 : Caius Suetonius Tranquillus La Vie des douze Césars, édition de Pegasi  (ISBN 978-9941-9206-1-5)
- 2013 : Henry Gidel  Picasso (Le biographie), édition de Géorgien Biographique (ISBN 978-9941-444-13-5) Centre
- 2014 : Leonid Zorine Mélodie de Varsovie (russe : «Варшавская мелодия», 1967) pour le Théâtre d'art dramatique de Kote Marjanichvili, directeur George Osephachvili
- 2015 : Ion Sapdaru Nature morte avec le neveu épais (roumain : "Natura moartă cu nepot Obez") pour le Théâtre d'art dramatique de Batoumi, directeur Ion Sapdaru
- 2016 : Guglielmo Ferrero Jules César, édition de Géorgien Biographique Centre  (ISBN 978-9941-444-26-5)
- 2017 : Victor Pelevine L'Amour des Trois ZuckerBrin (russe : «Любовь к трём цукербринам»), édition de Palitra L  (ISBN 978-9941-24-628-9)

### Comme scénariste
- 2010 : [Nu Odes Damivitskebt, Daviths...] Commémorez-moi, David... (scénario du film documentaire sur David IV, Aghmachenebeli pour le réalisateur Géorge Ovashvili).
- 2012 : Fumée de la Cheminée, (drame, 90 minutes, pour la réalisatrice Nina Khatiachvili)
- 2013 : 1907 (Vazha), (tragi-comédie post-moderne, 90 minutes, pour le réalisateur Irakli Chkhikvadze)
- 2014 : Le Sort, (tragi-comédie, 90 minutes, pour le réalisateur Konstantin Chlaidze)
- 2019 : Le train de Kakhétie[12], 2019 (drame, 35 minutes, pour le réalisateur Lali Kiknavelidze)

## Honneurs et Prix
- 1998 : Médaille d'Honneur
- 2005 : Deuxième prix de la compétition littéraire internationale de Moscou « Bekar » (récompensant les travaux littéraires musicaux) dans la catégorie « Rock et jazz » pour de nouvelle Bled perdu (Traduction russe de Maja Biriukova)
- 2006 : Prix de la compétition littéraire (Athènes)
- 2007 : Khertvisi (prix littéraire) pour la nouvelle La nuit dernière de la Bataille de Didgori
- 2011 : Gala (prix littéraire) pour le livre Vaja-Pchavela (biographie)[13] dans la catégorie « Meilleur livre de table »
- 2012 : Prix pour la pièce de théâtre Vaja-Pchavela ou vue inconnu sur la compétition « Nouveau géorgien dramaturgie 2012 » par « La Fondation de théâtre de Tumanichvili » (Membres du jury : Manana Antadze, Manana Anasachvili, Irina Gogoberidze, George Kajrichvili, Nick Tsulukidze)
- 2015 : Prix du Centre national du cinéma géorgien pour les scénarios des films Kakutsa, à l'occasion du 100e anniversaire de la République démocratique géorgienne
- 2019 : Premier prix du concours littéraire « Meilleure nouvelle pour un enseignant » par le Centre géorgien pour le développement professionnel des enseignants, l'information et les ressources éducatives : prix du magazine Enseignant et du journal Internet mastsavlebeli.ge pour la nouvelle Pour les graines de moutarde et pour les anges (Tbilissi)
- 2022 : Un premier prix dans la nomination : « Meilleure œuvre créative prosaïque » du concours littéraire Machabeli de l'Université d'enseignement de l'État de Gori pour la nouvelle « Le mariage du chacal ou le soleil se lave le visage », Gori, Géorgie
- 2023 : Un premier prix au concours littéraire « Lile-2022 » par le « Georgian Energy Efficiency Centre (EEC) » [8] pour la nouvelle « J'étais dans le ciel, j'ai vu le ciel (Une histoire d'homme mort) », le 30 septembre 2022 ; Même prix à la « Lile 2023 » pour la nouvelle 'Pamparula of Javakheti, Mine...'
- 2024 : Le prix Saguramo (Le prix du musée d'État Ilia Chavchavadze Saguramo, décerné pour toute la créativité), nomination : Prose